# Bồn trầm tích
Bồn trầm tích là các khu vực trên Trái Đất bị sụt lún trong thời gian dài, tạo ra khoảng không gian thích hợp cho việc lấp đầy trầm tích. Việc sụt lún tạo ra bởi sự vát mỏng lớp vỏ Trái Đất được cấu tạo bởi trầm tích, núi lửa và lực kiến tạo, và làm thay đổi bề dày hay tỉ trọng của thạch quyển lân cận. Các bồn trầm tích hình thành trong nhiều môi trường địa chất khác nhau thường liên quan đến các hoạt động kiến tạo mảng. Các bồn được phân loại theo cấu trúc có nhiều cách, các phân loại cơ bản phân biệt chúng là cơ chế kiến tạo mảng (phân kỳ, hội tụ, chuyển dạng hay nội mảng), vị trí tương đối của bồn so với các rìa mảng hoạt động, và hoặc theo loại vỏ đại dương, lục địa hay vỏ chuyển tiếp bên dưới các bồn. Các bồn được hình thành tho nhiều cơ chế kiến tạo mảng khác nhau thay đổi theo tiềm năng bảo tồn của chúng. Trong vỏ đại dương, các bồn có thể bị hút chìm, trong khi các bồn rìa lục địa có thể được bảo tồn một phần, và các bồn nội mảng (khiên nền cổ) có khả năng được bảo tồn cao. Khi trầm tích bị chôn vùi, chúng là đối tượng chịu tác động của gia tăng áp suất và bắt đầu quá trình thành đá. Nhiều bồn được hình thành trong môi trường căng giãn có thể trải qua sự đảo ngược, đã tạo ra nhiều bể dầu có giá trị kinh tế trên Trái Đất.

## Hình thành
Các bồn trầm tích được hình thành chủ yếu từ các bối cảnh kiến tạo hội tụ, tách giãn và chuyển dạng. Các ranh giới mảnh hội tụ tạo ra các bồn trước núi qua sự nén ép của va chạm giữa vỏ lục địa và vỏ đại dương theo quy luật đẳng tĩnh. Kiến tạo căng giãn ở ranh giới tách giãn nơi xảy ra tách giãn lục địa có thể tạo ra bồn đại dương mới hoặc là đại dương thực sự hoặc là đới tách giãn. Trong bối cảnh kiến tạo trượt bằng tạo ra các khoảng không thích hợp như các bồn á căng giãn, á nén ép hoặc xoay tùy thuộc vào sự chuyển động của các mảng dọc theo đới đứt gãy và địa hình bồn trũng kéo toạc.